# Prauliena
Prauliena est un pagasts de Lettonie.